# Rui Gonçalves da Câmara, 1.º Conde de Vila Franca
Rui Gonçalves da Câmara (c. 1550 - c. 1601), membro da família Gonçalves da Câmara, era filho de Manuel da Câmara, tendo-lhe sucedido como 7.º capitão do donatário da ilha de São Miguel (sendo o quinto da família a exercer o cargo). Foi ainda agraciado com o título de 1.º Conde de Vila Franca.
Tendo falecido seu pai em 1578, e feitas em Ponta Delgada exéquias quase reais, o novo capitão parte para Lisboa. Ao chegar à corte recebe a notícia do desastre de Alcácer Quibir, ocorrido a 4 de Agosto de 1578, e da perda do rei.
Desencadeada a crise, o capitão pretende permanecer na corte. Contudo, recebe ordem do cardeal-rei D. Henrique para partir para a sua capitania, embarcando-se em Setembro de 1579. Mas, percorridas algumas léguas, resolve regressar a Lisboa, alegando problemas de saúde da esposa, obtendo permissão real para adiar a viagem até Abril seguinte.
Morto o rei (a 31 de Janeiro de 1580), Rui Gonçalves da Câmara consegue mais uma vez evitar a vinda para os Açores. Desencadeada a crise sucessória, o capitão permanece em Lisboa, tomando o partido de Filipe II de Espanha. Enquanto na Terceira e nas outras ilhas o Prior do Crato é entusiasticamente aclamado, em São Miguel a aclamação é feita tibiamente, sendo clara a inclinação da nobreza a favor do pretendente castelhano.
A vinda para os Açores (1582) do rei D. António altera temporariamente esta situação, mas a derrota que as forças luso-francesas comandadas por Filippo Strozzi sofrem na Batalha Naval de Vila Franca, no dia 26 de Julho de 1582, coloca São Miguel definitivamente na posse de Filipe II. Por ordem real, o capitão do donatário Rui Gonçalves da Câmara embarca na esquadra castelhana encarregada de proceder à ocupação dos Açores, que zarpou de Lisboa a 23 de Junho de 1583, não sem que antes, por carta régia de 17 de Junho de 1583, fosse feito conde de Vila Franca em prémio da sua colaboração com o partido filipino.
Depois de cinco anos de ausência, a 7 de Julho de 1583, o novel conde desembarcava em Vila Franca do Campo, sendo recebido com as devidas honras. Contudo, a sua ligação a Espanha e a recente elevação a conde não o faziam popular entre o povo: a câmara de Vila Franca foi ao ponto de opor embargos à concessão do título, alegando que violava os seus antigos privilégios. Os embargos foram rejeitados, mas demonstram o sentimento entre o povo.
Reassumindo as suas funções, instalou-se em Ponta Delgada, dedicando o seu tempo à defesa da ilha. De facto, no período em que esteve em São Miguel a ilha foi ameaçada por Francis Drake e por múltiplos corsários ingleses e franceses. A 12 de Agosto de 1590 partiu para Lisboa, deixando como ouvidor na ilha Gonçalo Vaz Coutinho.
Durante o governo de Coutinho, a ilha voltou a ser atacada, desta vez pela esquadra do Conde de Essex, que desembarcou em vários pontos e causou grandes danos.
Em 1598 o capitão reassume as suas funções, falecendo por volta de 1601.
Tinha casado com D. Joana de Gusmão e deixou como filhosː
- D. Manuel Luís Baltazar da Câmara, 2.º Conde de Vila Franca
- D. João Coutinho, arcebispo de Évora[1]